# Blandiana (Alba)
Blandiana (allemand : Stumpach; hongrois : Maroskarna) est une commune située dans le județ d'Alba en Roumanie. Elle possède une population de 923 habitants en 2011 et est composée de cinq villages : Acmariu (Akmár), Blandiana, Ibru, Poieni et Răcătău (Rakató).

## Attractions
- L'église en bois (1768, rénové au XIXe siècle), dans le village d'Acmariu
- La réserve naturelle Piatra Tomii
- L'église orthodoxe roumaine des Saints Archanges, en remplacement d'une église en bois construite en 1890[1].

## Démographie
Lors de ce recensement de 2011, 93,49 % de la population se déclarent roumains et 1,73 % comme roms (4,65 % ne déclarent pas d'appartenance ethnique et 0,1 % déclarent appartenir à une autre ethnie).

## Politique
| Parti | Parti                        | Sièges |
| ----- | ---------------------------- | ------ |
|       | Parti national libéral (PNL) | 5      |
|       | Parti social-démocrate (PSD) | 4      |